# Mike Melvill
Michael Winston «Mike» Melvill (11 de noviembre de 1940) es un piloto de pruebas conocido por ser el primer astronauta comercial de la historia. 
Melvill pilotó la SpaceShipOne en su primer vuelo al espacio, vuelo 15P, el 21 de junio de 2004 convirtiéndose en el primer Astronauta Comercial y la persona número 434 en ir al espacio.
También fue piloto de la SpaceShipOne durante el vuelo 16P, el primer vuelo competitivo dentro del premio Ansari X Prize

## Piloto de pruebas
Melvill conoció a Burt Rutan cuando le mostró a Rutan el Rutan VariViggen que el construyó en su casa.

## Premios y condecoraciones

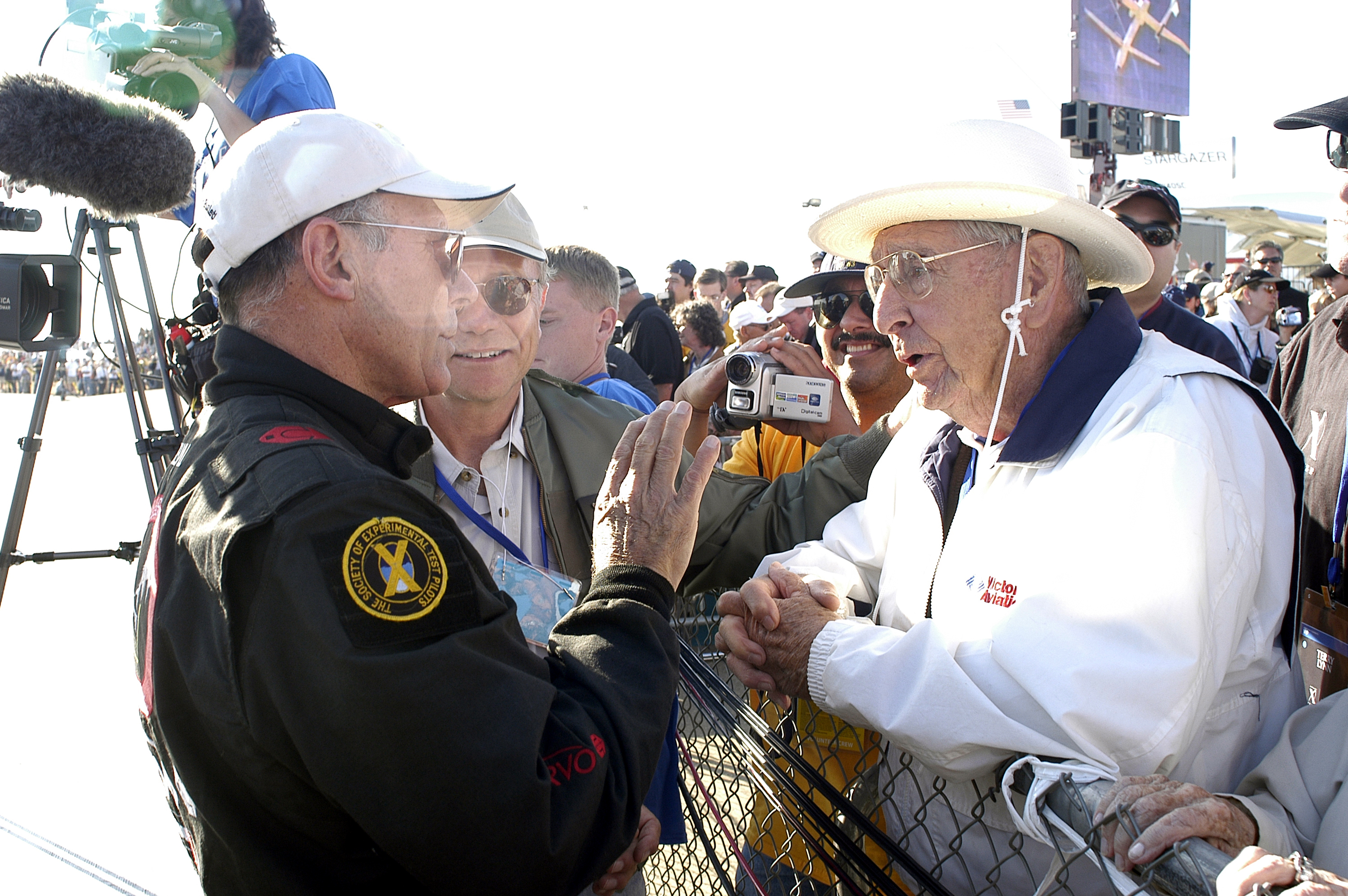
El primer "astronauta comercial" Michael Winston "Mike" Melvill, le comenta a Scott Crossfield sobre el primer vuelo espacial tripulado privado

Melvill tiene 9 records de la FAI en varias categorías
Melvill fue el piloto para el vuelo 15P de la SpaceShipOne. El primer vuelo al espacio de la SpaceShipOne y el primer vuelo tripulado al espacio fundado completamente por capitales privados, durante la mañana del 21 de junio del 2004.